# Resposta als catalans
La Resposta als catalans és el nom que es dona al manifest a favor del procés de recuperació de la llengua i la cultura catalana a les Illes Balears i de la unió cultural amb les altres terres de llengua i cultura catalana, seguint l'impuls començat per la Renaixença i que, just després de la publicació del manifest, s'estroncà de manera violenta per la revolta espanyolista contra la República i la posterior dictadura de Francisco Franco.

## Origen i significació
Aquest manifest, l'esborrany del qual fou redactat per Miquel Ferrà i Juan, fou publicat el dia 10 de juny de 1936 i signat per 151 representants de la cultura de Mallorca. Era la resposta a un manifest anterior adreçat al moviment cultural mallorquí sota el títol Missatge als mallorquins, signat per un grup d'intel·lectuals de Catalunya i per les principals autoritats del Principat reconeixent la participació illenca en el passat i convidant els mallorquins a la col·laboració futura.
El Missatge als mallorquins fou promogut per l'associació anomenada Comunitat Cultural Catalano-Balear (CCCB), que després de la seva publicació organitzà una visita a Mallorca d'intel·lectuals catalans, el juny de 1936, amb l'Orfeó Català. El president del comitè organitzador de la CCCB fou August Pi i Sunyer, amb el suport, entre d'altres, de Francesc Cambó i Batlle a través de Joan Estelrich i Artigues. Aquesta associació havia tingut com a precedent un comitè de relacions entre Catalunya i Mallorca, al qual els fets del sis d'octubre de 1934 posaren fi.
El manifest mallorquí va provocar l'adhesió menorquina amb una Resposta des de Menorca.
Tant el Missatge als mallorquins com la Resposta als catalans feien una recapitulació de les relacions històriques entre Catalunya i les Balears i de l'aportació mallorquina a la Renaixença i expressava la voluntat de mantenir en el futur les relacions basades en la comunitat de llengua i, per tant, de cultura. El context de la redacció dels dos documents era la crisi europea provocada per l'expansió del feixisme, amb l'ascens fulgurant al poder del nazisme a Alemanya, però també el procés reformista de l'estat espanyol que semblava que s'obria amb la Segona República, generant les condicions per assolir l'autonomia i limitant els virulents atacs contra la cultura catalana que havien caracteritzat gran part dels segles XVIII, XIX i XX espanyols.
La Resposta als catalans garantia als que objectaven envers el protagonisme cultural de Catalunya que el reconeixement de la comunitat de llengua i cultura no implicava cap hegemonia de Catalunya sinó la "fraternal col·laboració".

## La repressió dels signants a partir del juliol de 1936
Amb la victòria a Mallorca, poc després de la publicació dels dos manifests, de la sublevació contra la República espanyola i contra l'autonomia catalana, els revoltats acusaren els signants de la Resposta als catalans de traïció a la unitat d'Espanya i de ser culpables de separatisme i els obligaren a retractar-se'n públicament. Les circumstàncies del desembarc republicà a Mallorca, dirigit per Bayo, foren aprofitades per generar un clima d'hostilitat irrespirable cap als signants. En el moment dels primers bombardeigs republicans i del desembarcament republicà procedent de Barcelona, a la costa de Manacor, la campanya pública contra els signants empitjorà i s'hi afegí la pressió dels afusellaments, assassinats i empresonaments quotidians, així com la impossibilitat de fugir de Mallorca. Aleshores, 107 dels signants de la Resposta als catalans firmaren, alguns des de la presó estant, un manifest d'adhesió a la sublevació i a Espanya, publicat el 17 de setembre (havien passat gairebé sols dos mesos des de la revolta).
La situació va esdevenir greu per als signant que formaven part del cos de magisteri. La Comissió Depuradora Provincial del Magisteri, amb l'impuls de Rafael Isasi, va dur a terme una persecució implacable contra els mestres d'escola que havien defensat l'ús de la llengua catalana a l'ensenyament. El mallorquinisme cultural moltes vegades era assimilat al separatisme i considerat un delicte mereixedor de les més altes sancions. Aleshores, el fet d'haver signat la "Resposta als Catalans" era un dels estigmes considerats més significatius pels repressors franquistes. Isasi, enduit per la seva fòbia a la cultura de Mallorca, va proposar que els mestres casats que havien signat el manifest fossin traslladats durant tres mesos a una província castellana i sis mesos els fadrins. El militar Ricardo Fernández de Tamarit, anava més enllà, i proposava la seva expulsió d'Espanya. Molt més dramàtic va ser el cas d'Emili Darder, que va ser acusat pel batle franquista de Palma, Mateu Safortesa Mussoles, en un infame procés judicial, de ser un ferm defensor de la llengua catalana i, sobretot, de pretendre introduir el bilingüisme a l'educació pública. Fernández Tamarit, com a jutge instructor, va donar una gran importància al fet que Emili Darder hagués signat la Resposta. Finalment Darder fou condemnat a mort i afusellat el 24 de febrer de 1937, al costat d'Alexandre Jaume, Antoni Mateu i Antoni Maria Ques.
Els organitzadors de la persecució dels firmants foren els germans Llorenç i Miquel Villalonga. Llorenç Villalonga s'havia caracteritzat durant la República pels seus articles de caràcter espanyolista contra la normalització lingüística i cultural i contra l'autonomia política. Llorenç Villalonga més endavant adduí que havia salvat la vida dels firmants dels escamots falangistes. De fet, Llorenç Villalonga hagué de defensar la suficiència de la retractació dels signants contra el coronel Ricardo Fernández de Tamarit que volia enviar-los a l'exili i que formà part de diversos consells de guerra. Però Llorenç Villalonga havia promogut la retractació abans que Ricardo Fernández es pronunciàs i més endavant tornà a atacar a la premsa els signants.
La persecució dels grups socials representats pels signataris de la Resposta als catalans formà part de la política de desballestament de tota la infraestructura cultural mallorquina, començant per l'Associació per la Cultura de Mallorca, que per aquesta mateixa campanya va perdre la majoria dels associats i suspengué les seves activitats, i d'expulsió del català de l'àmbit públic al privat (53 dels signants del manifest eren socis de l'Associació per la Cultura de Mallorca). El mateix Llorenç Villalonga en els primers atacs als signants reconegué la seva representativitat social dient que ell mateix havia estat dels pocs que no havien signat el manifest. Els primers anys de la postguerra es mantingué la política d'estigmatització pública dels signants com a element fonamental de la política espanyolista a Mallorca.
Com a indicatiu de la representativitat social dels signants, les seves professions eren les següents: agent de duanes, advocat (15), apotecaris (6), arquitecte, bibliotecària, biòlegs(2), botànic, crític musical, dibuixant, diplomàtic, director d'escola graduada, doctors (2), enginyers (3), escriptors (11), escultor, fotògraf, geòleg, historiadors (2), empresari, inspector educació, llicenciats en lletres (5), mestres (12), metges (16), músics (5), notaris (2), odontòlegs (7), periodistes (2), pèrits agrònoms (2), pèrits industrials (2), pintors (2), poetes (2), professors (10), professor mercantil, psiquiatre, publicista, químic, veterinari, president o secretari entitat cultural (8), directors de periòdic, revista o editorial (4), sense indicació de professió (6).

## Signants
| - Alfons Aguiló Aguiló - Eugeni Aguiló Aguiló, perit agrònom - Francesc de Sales Aguiló Piña, metge - Francesc de S. Aguiló, professor - Josep Aguiló Aguiló, de Son Servera, metge - Gaietà Aguiló, president de la Secció Acadèmica de Sant Cosme i Sant Damià - Antoni Albertí Vanrell, metge - Guillem Alcover Sureda, notari - Pau Alcover de Haro, advocat - Gabriel Alomar i Villalonga, escriptor - Gabriel Alomar i Esteve, arquitecte - Bartomeu Amengual Andreu, secretari de la Cambra de Comerç de Barcelona - Manuel Andreu Fontirroig, escriptor - Andreu Arbona Oliver, escriptor - Miquel Arbona Oliver, escriptor - Miquel Arrom Julià, mestre - Pere Aulí Bosch, mestre nacional - Bartomeu Barceló Tortella, escriptor, prevere - Pere Barceló Oliver, professor - Miquel Bauçà i Morell, advocat - Rosa Bennàssar Riutort, presidenta del Foment de Cultura de la Dona, de Sóller - Bartomeu Billoch Rullan, escriptor - Miquel Bisbal, metge - Jaume Busquets Mulet, professor mercantil - Damià Canals Pougin, llicenciat en Filosofia i Lletres - Joan Capó i Valls de Padrines, inspector de Primera Ensenyança - Jaume Cirera Prim, químic - Guillem Colom i Ferrà, poeta - Guillem Colom Casasnovas, geòleg - Jaume Colom Casasnovas - Miquel Àngel Colomar Moyà, escriptor - Jaume Comas Cladera, metge - Andreu Crespí i Salom, professor - Emili Darder i Cànaves, metge i polític - Miquel Deyà Palerm, mestre - Miquel Dolç i Dolç, poeta - Llorenç Maria Duran Coli, escriptor - Josep Ensenyat Alemany, professor - Fèlix Escalas i Chamení, advocat - Joan Estelrich, escriptor - Josep Feliu Rosselló, advocat - Bartomeu Lluís Ferrà i Juan, pintor - Miquel Ferrà i Juan, llicenciat en lletres - Andreu Ferrer i Ginard, director de l'Escola Graduada P. Garau - Antònia Ferrer Pérez, apotecària - Jaume Ferrer, odontòleg - Margarida Ferrer, mestressa nacional - Josep Font i Tries, doctor en Filosofia - Miquel Font Gorostiza, advocat - Baltasar Forteza, president de l'Orfeó Mallorquí - Bartomeu Forteza Pinya, enginyer agrònom - Guillem Forteza, enginyer de Camins - Rafael Forteza Forteza, crític musical - Josep Forteza Rey Forteza, odontòleg - Ignasi Forteza Rey Forteza, odontòleg - Lluís Frontera, metge - Vicenç Furió Kobs, president de la Comissió de Monuments - Gabriel Fuster i Mayans, advocat - Joan A. Fuster Valiente, pintor - Salvador Galmés, director de l'edició de les Obres de Ramon Llull, prevere - Miquel Garau Massanet, perit industrial - Antoni Garau Gelabert, professor - Llorenç Garcias i Font, botànic - Antoni Giménez Vidal, director del Museu Arqueològic Lul·lià - Bernat Jofre, advocat - Bernat Juan Juan, director del Laboratori Municipal de Palma - Vicenç Juan i Serra, industrial - Joan Llabrés Bernal, corresponent de l'Acadèmia de la Història - A. Llobera, president dels «Amics d'En Costa» - Josep Malbertí Marroig, conservador del Museu de Bellver - Joan Marqués Arbona, director de «Sóller» - Miquel Marqués Coll, periodista - Jaume Mas i Porcel, músic - Joan Mascaró i Fornés, professor - Miquel Massutí Alzamora, del Laboratori Oceanogràfic - Gabriel Mayol Trias, metge | - Josep Mayol i Tries, odontòleg - Maria Mayol, professora - Josep Mir Peña, metge - Josep Miró i Pastor, advocat - Francesc de B. Moll, director de l'Obra del Diccionari i de la Biblioteca «Les Illes d'Or» - Faust Morell i Grau - Ramon Morey Antich, mestre - Antoni Mulet Gomila, agent de Duanes - Joan Mulet i Roig, advocat - Andreu Muntaner Vanrell, professor - Joan Muntaner Bujosa, escriptor - Guillem Nadal Blanes, secretari d'Ambaixada - Bernat Obrador Mut, ex-tinent d'alcalde - Bartomeu Oliver, director de l'Institut Tècnic Eulàlia - Miquel Oliver i Maimó, músic - P. Oliver Domenge, apotecari - Andreu de Palma, O.M.C. - Mateu Palmer Ferrer, odontòleg - Joan Palou Coll, apotecari - Antoni Parietti Coll, enginyer de Camins - Martina Pascual Martí, bibliotecària - Joan Petro Amengual, mestre - Josep Picó Aguiló, director de l'Orfeó Mallorquí - Antoni Pisà Enseñat, advocat - Joan Pisà i Ensenyat, odontòleg - Antoni Pons i Pastor, historiador, prevere - Fèlix Pons Marquès, advocat - Joan Pons i Marquès, llicenciat en Lletres - Ferran Pòrcel, doctor en Història - Josep Quinyones i Veny, advocat - Rafael Ramis Togores, periodista - Pere Antoni Reus i Bordoy, advocat - Gaspar Reynés Font, metge - Gaspar Reynés i Quintana, advocat - Antoni Reynés Font, odontòleg - Guillem Roca Waring, advocat - Ignasi Ribes Muntaner, professor - Antoni Rosselló Coll, pèrit agrònom - Bartomeu Rosselló-Pòrcel, llicenciat en Lletres - Marià Rovira Sellarès, metge - Gaspar Rul·lan Garcias, membre de la «Royal Photographic Society of Great Britain» - Miquel Sacanell, escultor - Bartomeu Sagrera Nicolau, mestre - Antoni Sagristà Vicens, dibuixant - Maria Antònia Salvà i Ripoll, escriptora - Antoni Salvà i Ripoll, director de «La Nostra Terra» - Baltasar Samper, músic - Josep Sampol Vidal, metge - Joan Sanxo i Llodrà, mestre nacional - Francesc Sanxo Sagaz, metge - Joan Sanxo i Tous, secretari de l'Associació per la Cultura de Mallorca - Elvir Sans Rosselló, president de la Societat Arqueològica Lul·liana - Bartomeu Sastre Garau - Gabriel Sastre Bibiloni, mestre nacional - Antoni Maria Sbert i Massanet, director de l'I. d'A.S. Universitària - Joan Sbert Massanet, llicenciat en Lletres - Josep Serra Pastor, apotecari - Miquel Manuel Serra Pastor, escriptor - Pere Serra Pastor, mestre nacional - Pere Serra Canyelles, metge - Jaume Serret i Ramis - Àngel Soler Serra, mestre - Francesc Sureda i Blanes, regent de l'Escola Lliure de Lul·lisme - Josep Sureda i Blanes, president de l'Associació per la Cultura de Mallorca - Miquel Sureda i Blanes, president del Museu Regional d'Artà - Joan Maria Thomàs i Sabater, director de la Capella Clàssica - Andreu Torrens Pastor, veterinari - Jaume Torrens Calafat, apotecari - Joan Torrens Calafat, mestre - Martí Torrens, apotecari - Joan Trian Barceló, metge - Joan Ignasi Valentí Marroig, psiquiatre - Damià Vidal Burdils, notari - Francesc Vidal Burdils, advocat i escriptor - Martí Vila, metge |